# GeeksPhone Peak
GeeksPhone Peak是一款由西班牙GeeksPhone公司所推出的中高階智慧型手機，此款手機是針對開發者用於測試和開發，不適合一般使用者日常所使用。Peak和Keon是市場上首款採用Firefox OS系統的行動裝置。
2013年4月23日，GeeksPhone Keon和Peak正式發售，並於幾小時之內銷售一空。
2013年7月16日，發表針對一般消費者所推出的機款GeeksPhone Peak+，為Peak的改良型號，但由於供應鏈業者出現問題，導致無法如期出貨，因此中止生產計畫。

## 外部連結
- 官方網站（页面存档备份，存于）